# Polymerlegierung
Polymerlegierungen sind Materialien aus mehrphasigen Copolymeren oder homogene Gemische aus zwei oder mehreren chemisch nicht miteinander verknüpften mischbaren Polymeren, die in ihrem gesamten Volumen einheitliche physikalische Eigenschaften aufweisen.  Im Gegensatz dazu sind Polymerblends grundsätzlich Gemische aus zwei oder mehreren chemisch nicht miteinander verknüpften Polymerspezies. Weiterhin umfasst der Begriff Polymerblend im Gegensatz zum Begriff Polymerlegierung auch Gemische aus zwei oder mehreren im thermodynamischen Gleichgewicht nicht mischbaren Polymeren, die innerhalb des Gemisches koexistierende Phasen ausbilden können. Aufgrund dessen wird seitens der International Union of Pure and Applied Chemistry empfohlen, die Begriffe Polymerlegierung und Polymerblend nicht synonym zu verwenden.
Polymerlegierungen können sich insbesondere durch hohe Schlagzähigkeit, Steifheit und Wärmeformbeständigkeit auszeichnen. Schlagzähe Polymerlegierungen werden in der PKW-Innenausstattung und für stoßgefährdete PKW-Außenteile verwendet. Der Kunststoff soll bei einem Unfall nicht splittern, sondern sich zähelastisch verformen. Erreicht wird dies, indem man einer harten Polymerphase, wie beispielsweise Polypropylen (PP), eine elastische Kautschukphase, beispielsweise auf Basis von Polybutadien oder Ethylen-Propylen-Dien-Kautschuk (EPDM), zusetzt.
Eine höhere Wärmeformbeständigkeit erreicht man durch Polymerlegierungen aus Polycarbonaten (PC) und Acrylnitril-Butadien-Styrol-Copolymeren (ABS).
Weitere Beispiele sind Legierungen aus Polyphenylenoxid (PPO) und Polystyrol (PS)  beziehungsweise Polyamid (PA), die hohe Temperaturbeständigkeiten und Schlagzähigkeiten aufweisen. Weiteres Einsatzgebiete für Polymerlegierungen sind
- der Elektrobereich, in dem Polymerlegierungen für unterschiedliche Elektrogeräte, Stecker und Schalter verwendet werden (Polycarbonate und Acrylnitril-Butadien-Styrol-Copolymere oder Polyphenylenoxid und Polystyrol),
- der Bausektor, in dem Polymerlegierungen beispielsweise für Fensterprofile verwendet werden (Polyvinylchlorid und Polyethylen),
- der Sportsektor, in dem kaltschlagzähen Polymerlegierungen auf Basis von Polyamiden für Wintersportgeräte verwendet werden.

Polymerlegierungen weisen Analogien zu Metall-Legierungen auf, deren Eigenschaften sich ebenfalls erheblich von denen der reinen Metalle, aus denen sie bestehen, unterscheiden können. 